# Drägerwerk
Drägerwerk (connue aussi sous le nom de son fondateur, orthographié « Dräger » ou « Draeger ») est une entreprise allemande qui fait partie de l'indice TecDAX.
Depuis sa fondation en 1889, Drägerwerk a été connue pour ces équipements de plongée sous-marine, notamment ses casques scaphandres et ses recycleurs. De nos jours, elle est scindée en deux divisions :
- Dräger Safety, qui produit du matériel destiné aux sapeurs-pompiers et à l’industrie chimique ou pétrolière : équipements de protection individuelle (casques, appareils respiratoires, combinaisons Hazmat, …), détection de gaz, etc.
- Dräger Medical, qui produit surtout du matériel médical : matériel pour la respiration, des équipements de protection, de la détection de gaz et de systèmes d'analyse, des technologies non invasives de surveillance des patients ainsi que de monitoring (pour visualiser la fréquence cardiaque, l’oxymétrie colorimétrique en réanimation, par exemple).

## Historique
- 1889 : à Lübeck J. Heinrich Dräger et Carl Adolf Gerling créent Dräger & Gerling.
- 1902 : Bernhard Dräger, fils de Heinrich Dräger, entre à la direction de la société. Celle-ci prend alors le nom de Drägerwerk Heinr. und Bernh. Dräger.
- 1906 : l'ingénieur Hermann Stelzner rejoint Dräger et commence à développer des recycleurs fonctionnant à l'oxygène[3].
- 1912 : avec le recycleur dénommé Tauchretter Drägerwerk commence la production en série des recycleurs inventés par Stelzner (avec casque ou embout).
- 1915 : Dräger DM20, casque scaphandre équipé de recycleur.
- 1917 : Dräger DM40, nouveau modèle de recycleur, couplé lui aussi à un casque scaphandre.
- 1939-1945 : pendant toute la durée de la Seconde Guerre mondiale, les recycleurs Dräger à embout (les Tauchretter) sont utilisés par la Kriegsmarine comme système de secours pour s'échapper de sous-marins en détresse. Ils ont aussi été utilisés, avec les Pirelli ARO italiens, par les nageurs de combat allemands. Les modèles à casque DM20 et DM40 sont fabriqués en série. Le DM40 continue aussi à être fabriqué dans l'immédiate après-guerre.
- 1970 : Drägerwerk devient une société ouverte à responsabilité limitée.
- 2003 : la section aérospatiale de Drägerwerk est vendue à Cobham plc.

## Principaux actionnaires
Au 18 décembre 2019:
| FIL Investment Advisors        | 12,0% |
| DWS Investment                 | 6,88% |
| Assenagon Asset Management     | 5,41% |
| Allianz Global Investors       | 5,37% |
| Brandes Investment Partners    | 4,45% |
| Dimensional Fund Advisors      | 4,28% |
| Mensarius                      | 4,04% |
| NN Investment Partners Belgium | 3,64% |
| Polaris Capital Management     | 3,49% |
| JPMorgan Asset Management      | 3,41% |

## Galerie

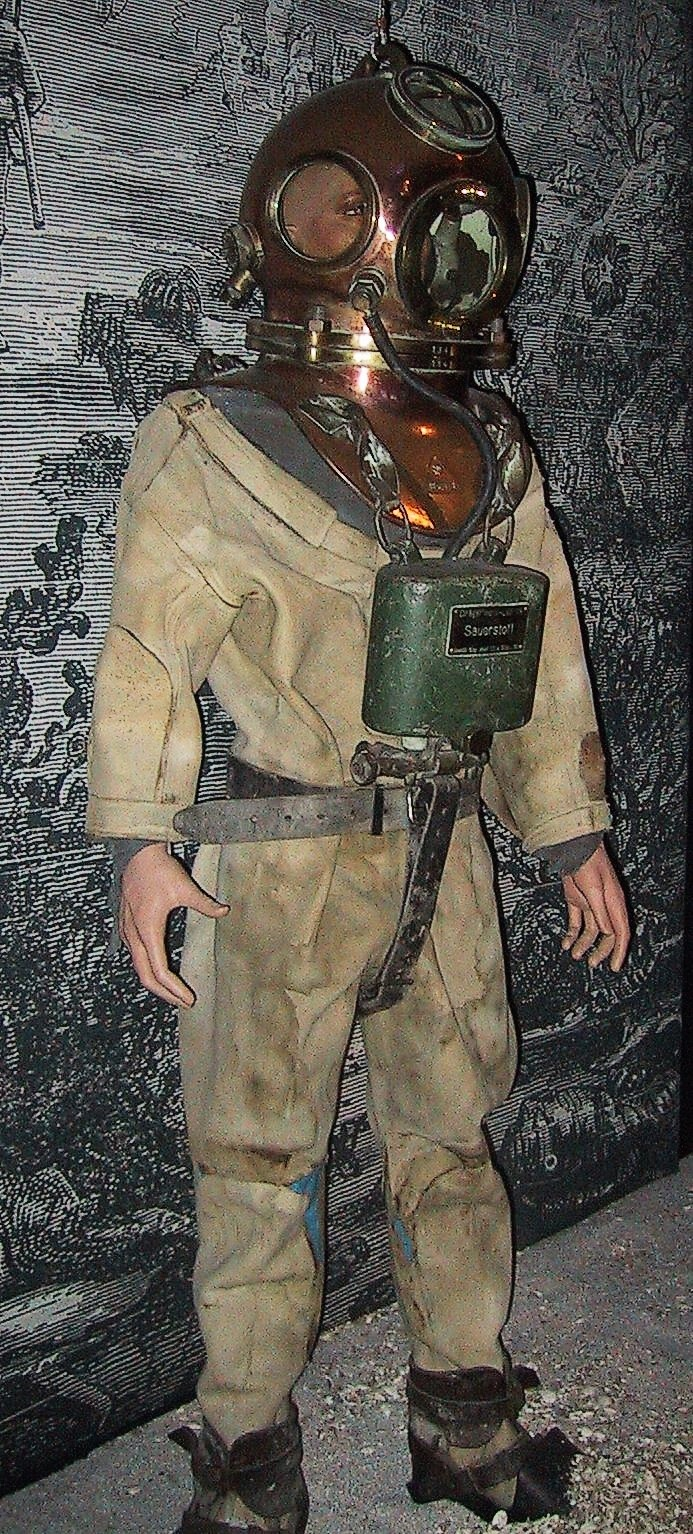
Le casque scaphandre Dräger DM20 est un modèle de recycleur datant de 1915. Cet exemplaire a été fabriqué en 1936 et se trouve exposé au musée Océanopolis, à Brest.
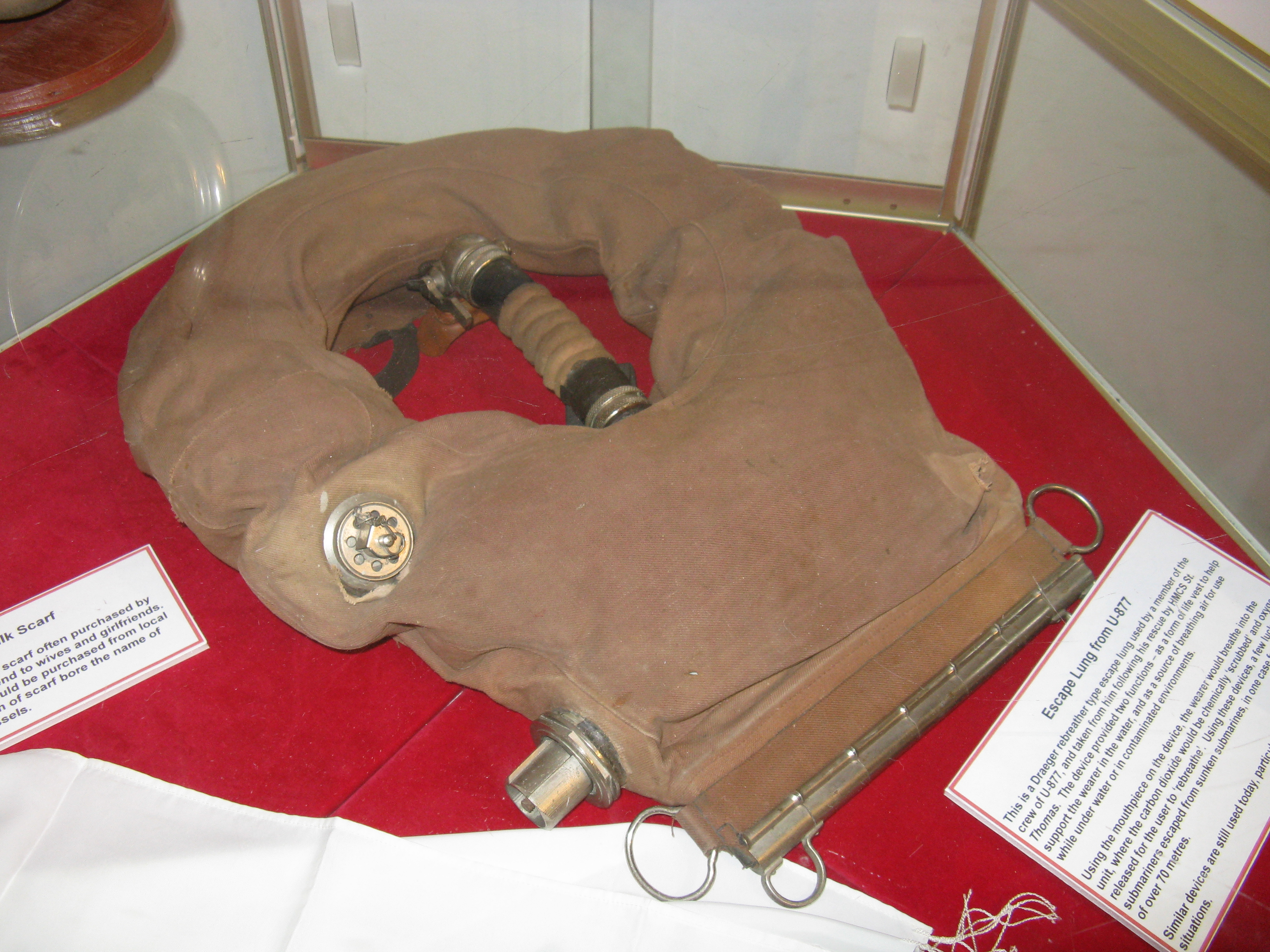
Ce recycleur de secours Dräger a été récupéré en 1944 par les Britanniques sur l'un des survivants du sous-marin allemand U-877. Il se trouve actuellement au musée militaire d'Elgin à St. Thomas, Canada.
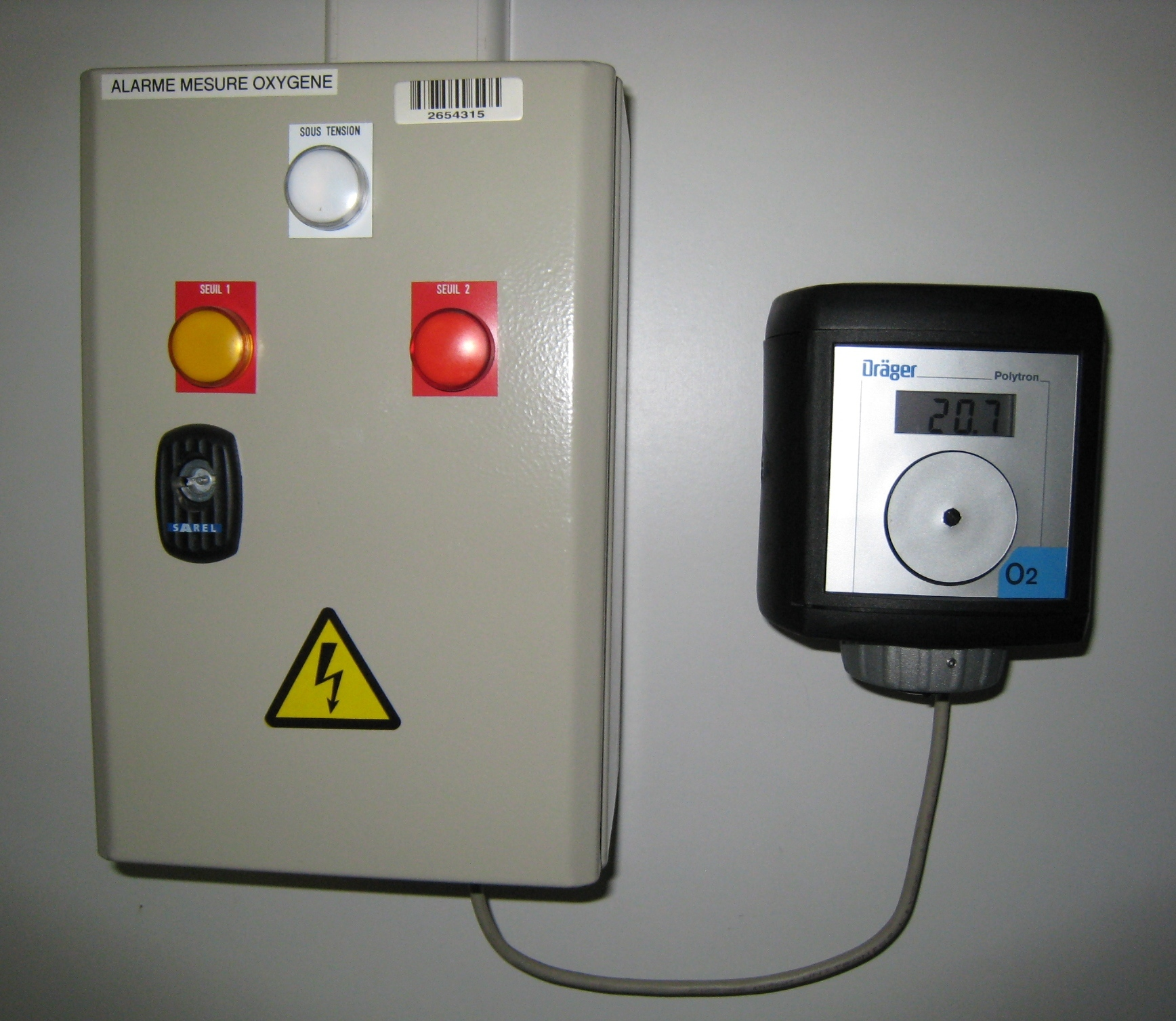
Oxymètre Dräger
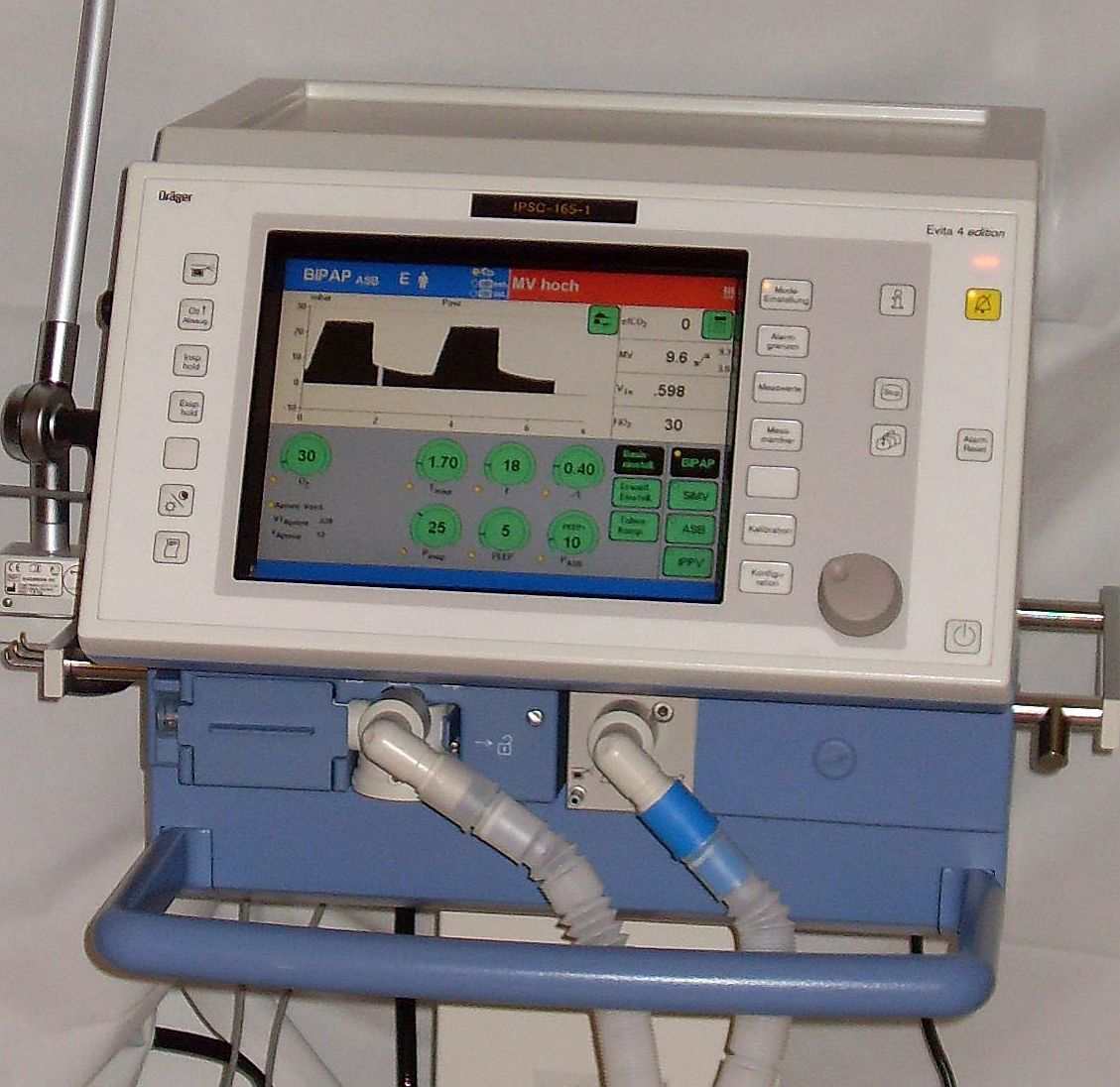
Respirateur artificiel Evita 4
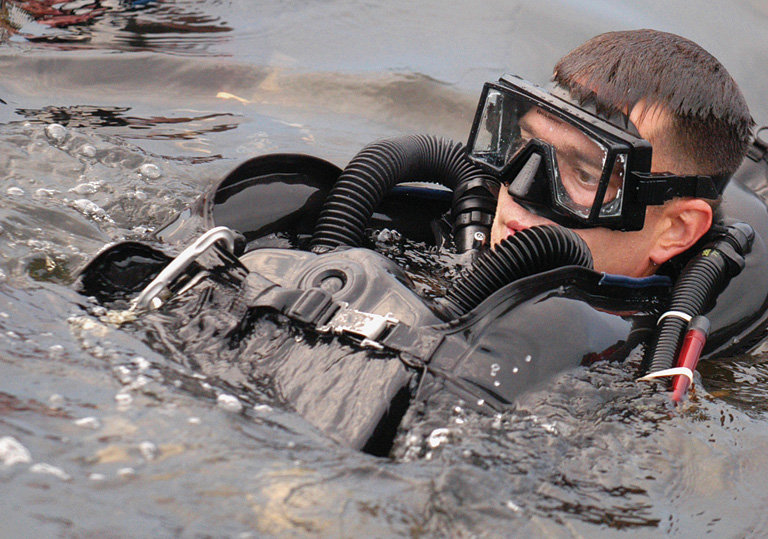
Un soldat de l'United States Marine Corps Reconnaissance Battalions (en) avec un recycleur Dräger LAR V